# 枚岡南村
枚岡南村（ひらおかみなみむら）は、大阪府中河内郡にあった町。現在の東大阪市の南東端、近鉄奈良線瓢箪山駅の周辺にあたる。

## 地理
- 河川：恩智川

## 歴史
- 1662年（寛文2年） - 河内郡五条村より切川村・客坊村を分村。
- 1821年（文政4年） - 切川村が喜里川村に改称。
- 1887年（明治20年） - 五条村・喜里川村・客坊村が合併して河内村となる。
- 1889年（明治22年）4月1日 - 町村制施行により、河内郡河内村・四条村・六万寺村・横小路村が合併して枚岡南村が発足。河内郡池島村と町村組合を結成し、大字六万寺に組合役場を設置。
- 1896年（明治29年）4月1日 - 郡の統廃合により、所属郡が中河内郡に変更。
- 1929年（昭和4年）4月1日 - 中河内郡池島村と合併して縄手村が発足。同日枚岡南村廃止。

## 交通

### 鉄道路線
- 近畿日本鉄道
  - 奈良線
    - 瓢箪山駅

## 現在の旧村域
概ね町村制施行前の旧村名を継承した河内町・四条町・南四条町・上四条町・下六万寺町・上六万寺町・六万寺町・横小路町および桜町・旭町・昭和町・本町・客坊町・若草町・神田町・御幸町・末広町・瓢箪山町に該当し、東大阪市立縄手北中学校・東大阪市立縄手中学校・東大阪市立縄手南中学校の学区にあたる。